# 溶解人間
『溶解人間』（ようかいにんげん、原題：The Incredible Melting Man）は、1977年のアメリカ映画。
2014年10月24日、スティングレイより1987年10月16日にTBS「金曜ロードショー」で放送された日本語吹き替え版を基にしたBlu-ray版が発売された。

## あらすじ
土星探査から帰還した軍人スティーヴ・ウェストは、顔がただれた状態で目をさました。特殊な宇宙線により肉体が変異した彼は、陸軍病院を抜け出して、次々に人間を襲った。ウェストの友人であるテッド・ネルソン博士は、肉体の溶解と反比例して強くなっていく友を追いかけた。

## スタッフ
- 監督・脚本：ウィリアム･サッチス
- 製作：サミュエル・W・ゲルフマン
- 製作総指揮：マックス・J・ローゼンバーグ
- 撮影：ウィリー・カーティス
- 編集：ジェームス・ビシアース
- 特殊メイク：リック・ベイカー
- 音楽：アーロン・オーバー

## キャスト
役名、俳優、日本語吹替。
- スティーヴ・ウェスト - アレックス・リバー（広瀬正志）
- テッド・ネルソン博士 - バー・デベニング（堀勝之祐）
- マイケル・ペリー将軍 - マイロン・ヒーリー（加藤正之）
- ニール・ブレイク保安官 - マイケル・オールドレッジ（岸野一彦）
- ジュディ・ネルソン - アン・スウィーニー（宗形智子）
- Dr.ロリング - ライル・ウィルソン（戸谷公次）
- モデル - レインボー・スミス（色川京子）
- キャロル - ジュリー・ドレイゼン
- ハロルド - エドウィン・マックス（伊井篤史）
- ヘレン - ドロシー・ラヴ（峰あつ子）

＜日本語版制作スタッフ＞
プロデューサー：熊谷国雄（TBS）
演出：加藤敏
翻訳：井場洋子
効果：遠藤堯雄／桜井俊哉
TFC担当：向井士郎
日本語版制作：東北新社／TBS
テレビ初回放送日：1987/10/16(金)　TBS　金曜ロードショー（深夜映画枠）